# Xã Jefferson, Quận Grant, Indiana
Xã Jefferson (tiếng Anh: Jefferson Township) là một xã thuộc quận Grant, tiểu bang Indiana, Hoa Kỳ. Năm 2010, dân số của xã này là 5.839 người.